# Padang Batung (kecamatan)
Padang Batung (indonez. Kecamatan Padang Batung) – kecamatan w kabupatenie Hulu Sungai Selatan w prowincji Borneo Południowe w Indonezji.
Kecamatan ten graniczy od północy z kecamatanami Angkinang i Telaga Langsat, od wschodu z kecamatanem Loksado, od południa z kabupatenem Tapin, a od zachodu z kecamatanami Sungai Raya i Kandangan.
W 2010 roku kecamatan ten zamieszkiwały 19 497 osoby, z których 1 232 stanowiła ludność miejska, a 18 265 wiejska. Mężczyzn było 9 738, a kobiet 9 759. 19 494 osoby wyznawały islam.
Znajdują się tutaj miejscowości: Batu Bini, Batu Laki, Durian Rabung, Jalatang, Jambu Hulu, Jembatan Merah, Kaliring, Karang Jawa, Karang Jawa Muka, Madang, Malilingin, Malutu, Mawangi, Padang Batung, Pahampangan, Pandulangan, Tabihi.